# 巴赫特雅尔·阿里

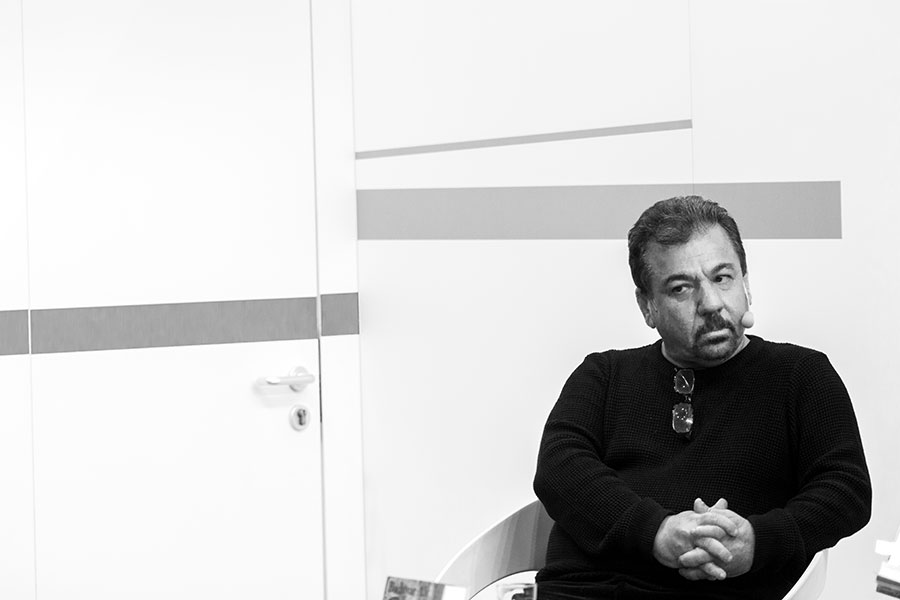
巴赫特雅尔·阿里

巴赫特雅尔·阿里，诗人、知识分子、著名库尔德语作家之一。他以魔幻现实主义的手法讲述库尔德人的故事与过往，借此表现他们在现代生活中面临的社会困境。他的作品被翻译成多国语言。他最著名的小说之一《世界上最后的石榴》被译成波斯语，阿拉伯语，德语，英语和俄语。这本小说在2016年秋季登上了Litprom排行榜的第一位。他是rahand杂志的创办人之一。他的第一本小说《第二个独生子之死》于1997年在瑞典出版。

## 生平
巴赫特雅尔.阿里1960年出生于苏莱曼尼亚。完成基础教育之后他在苏莱曼尼亚和萨拉哈丁大学的自然科学院学习地质学。1983年他在埃尔比勒发生的一次抗议中受伤。他因伤中断了学业，之后他放弃了自然科学的学习，专心投身写作。1994年内战开始后，他离开库尔德斯坦前往德国。从1999年开始他居住在科隆。

### 文学生涯
1983年他创作了他最早的作品长篇诗歌《家乡》。1989年秋天他在报纸paskoi iraq上发表第一篇文章。1992年他出版了第一本诗集《罪恶与狂欢节》。1997年他写作了小说《蝴蝶的日落》。2017年他获得了尼利-萨赫斯奖（德语：Nelly-Sachs-Preis）。

## 作品列表

### 诗集
- 《罪恶与狂欢节》گوناھ و کەرنەڤال
- 《吉普赛人与石头》بۆھیمی و ئەستێرەکان
- 《天堂的森林里的工作》ئیشکردن لە دارستانەکانی فیردەوس دا
- 《给玫瑰的悲伤...给天使的悲伤》تا ماتەمی گوڵ... تا خوێنی فریشتە - کۆی بەرھەمە شیعریەکان
- 《朋友的港湾...敌人的船》ئەی بەندەری دۆست.. ئەی کەشتی دوژمن
- 《第三只苹果》

### 小说
- 《第二个独生儿之死》مەرگی تاقانەی دوووەم
- 《蝴蝶的日落》ئێوارەی پەروانە
- 《世界上最后的石榴》 دواھەمین ھەناری دونیا
- 《白色音乐家的城市》 شاری مۆسیقارە سپییەکان
- 《我的叔叔贾姆希德.可汗：那个总是被风吹走的人》 جەمشید خانی مامم کە ھەمیشە با لەگەڵ خۆیدا دەیبرد
- 《伤心鸟的天堂》 کۆشکی باڵندە غەمگینەکان
- 《天使之船》（1，2，3卷） کەشتیی فریشتەکان
- 《丹尼尔的云》 هەورەکانی دانیال